# FrostWire
FrostWire er et frit, open source peer-to-peer (P2P) fildelingsprogram.  Det bruger Gnutella netværket og er baseret på det kendte LimeWire program.  Projektet blev startet i september 2005 efter at det kom frem, at LimeWires distributør planlagde at indlægge kode i LimeWire, som ville blokere dets brugere fra at dele ulicenserede filer.  Den første version af FrostWire blev udgivet i oktober 2005.
Mange mener, at LimeWire udvikler sin "blokeringskode" på grund af pres fra RIAA og truslen om søgsmål set i lyset af Den Amerikanske Højesterets dom i MGM Studios Inc. v. Grokster Ltd. sagen.  FrostWire hævder at have sin base uden for USA, sandsynligvis for at undgå juridisk ansvar. Holdet bag FrostWire har oplyst, at der ikke vil placeres nogen "blokeringskode" i FrostWire.
Ligesom LimeWire er FrostWire kodet i Java og er derfor ikke platform-specifik. Men hvor LimeWire både kan fås i en gratis- og en betalingsversion, findes FrostWire kun som gratisversion (som ifølge FrostWires skabere kan det samme som LimeWires betalingsversion). Frostwires kildekode er åben og programmet indeholder hverken adware eller spyware. Da FrostWires kode er baseret på LimeWires, er deres brugerflader praktisk talt identiske.

## Eksterne links
- FrostWire webside Arkiveret 9. februar 2006 hos  Wayback Machine
- FrostWire projektet Arkiveret 11. januar 2006 hos  Wayback Machine på SourceForge